# Helfmirgott

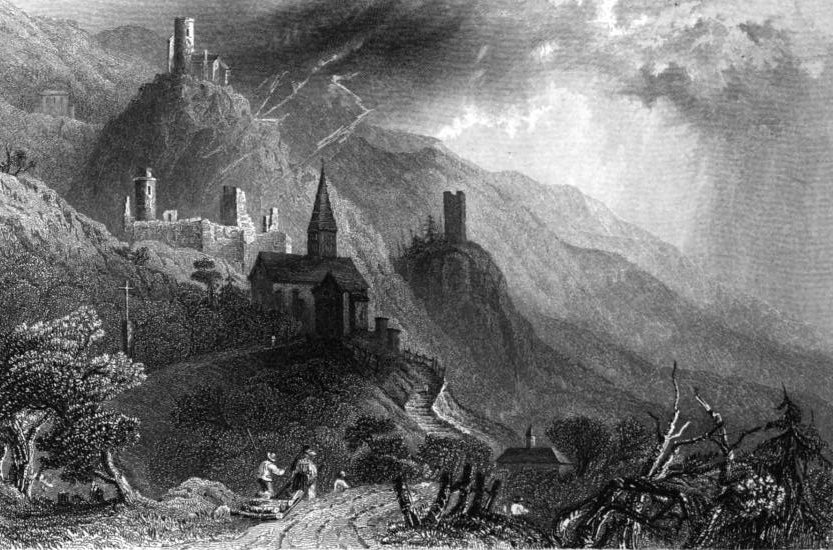
Stahlstich von William Tombleson mit Kapelle und Burgruinen; rechts im Bild: der Turm Helfmirgott

Helfmirgott ist der Name eines Turmrestes auf einem Felsvorsprung im Südtiroler Münstertal auf dem Gebiet der Gemeinde Taufers. In unmittelbarer Nachbarschaft liegen die Ruinen der Burgen Reichenberg und Rotund, zu deren Befestigung er gehörte.
Weder die Erbauer des Turms noch dessen  Errichtungszeit ist überliefert. Allerdings wurde Helfmirgott immer gemeinsam mit der etwas höher gelegenen Burg Rotund als Lehen vergeben. Von dem viereckigen Turm sind heute nur noch geringe Spuren erkennbar, denn er stürzte nach dem Ersten Weltkrieg ein. Sein Name rührt der Legende zufolge von einer Frau her, die sich vor einem Gewalttäter zu retten versuchte, indem sie vom Turm sprang. Dabei soll sie „Helf mir Gott!“ gerufen und den Sturz völlig unversehrt überstanden haben. In Wirklichkeit resultiert der Name aber aus der Verwendung des Turms als Gefängnis.